# Zonaler Wind
Ein zonaler Wind oder eine zonale Zirkulation ist in der Meteorologie ein breitengradparalleler Wind, also ein West- oder Ostwind. Die entsprechende Komponente einer Windrichtung wird als deren zonale Komponente bezeichnet. 
Ein Beispiel für einen zonalen Wind ist die sogenannte Walker-Zirkulation, die entlang des Äquators im Pazifik die Winde bestimmt. Während eines El-Niño-Ereignisses kehrt sich die Walker-Zirkulation um. Besonders ist an diesem zonalen Wind, dass die Corioliskraft hier keine Rolle spielt.
Gegensatz: meridionaler Wind